# Eleições autárquicas portuguesas de 1979 no distrito de Portalegre
| Eleições autárquicas portuguesas de 1979 Distritos: Aveiro \| Beja \| Braga \| Bragança \| Castelo Branco \| Coimbra \| Évora \| Faro \| Guarda \| Leiria \| Lisboa \| Portalegre \| Porto \| Santarém \| Setúbal \| Viana do Castelo \| Vila Real \| Viseu \| Açores \| Madeira |

## Resultados por concelho
Os resultados nos concelhos do distrito de Portalegre foram os seguintes:

### Alter do Chão
| Partido                 | Partido                   | Votos | %               | +/-   | Vereadores | +/-     |
| ----------------------- | ------------------------- | ----- | --------------- | ----- | ---------- | ------- |
|                         | Partido Socialista        | 1 126 | 34,36 / 100,00  | 6,59  | 2 / 5      | 1       |
|                         | Aliança Povo Unido        | 989   | 30,18 / 100,00  | 4,07  | 2 / 5      | 1       |
|                         | Partido Social Democrata  | 927   | 28,29 / 100,00  | 11,75 | 1 / 5      | Estável |
|                         | Centro Democrático Social | 65    | 1,98 / 100,00   | 7,14  | 0 / 5      | Estável |
|                         | PCTP/MRPP                 | 49    | 1,50 / 100,00   | -     | 0 / 5      | -       |
| Votos Inválidos         | Votos Inválidos           | 121   | 3,69 / 100,00   | 3,59  |            |         |
| Total                   | Total                     | 3 277 | 100,00 / 100,00 |       | 5 / 5      |         |
| Eleitorado/Participação | Eleitorado/Participação   | 4 011 | 81,70 / 100,00  | 10,01 |            |         |

### Arronches
| Partido                 | Partido                  | Votos | %               | +/-   | Vereadores | +/- |
| ----------------------- | ------------------------ | ----- | --------------- | ----- | ---------- | --- |
|                         | Partido Socialista       | 1 484 | 54,64 / 100,00  | 13,25 | 3 / 5      | 1   |
|                         | Partido Social Democrata | 656   | 24,15 / 100,00  | -     | 1 / 5      | -   |
|                         | Aliança Povo Unido       | 506   | 18,63 / 100,00  | 9,58  | 1 / 5      | 1   |
| Votos Inválidos         | Votos Inválidos          | 70    | 2,58 / 100,00   | 0,61  |            |     |
| Total                   | Total                    | 2 716 | 100,00 / 100,00 |       | 5 / 5      |     |
| Eleitorado/Participação | Eleitorado/Participação  | 3 537 | 76,79 / 100,00  | 9,29  |            |     |

### Avis
| Partido                 | Partido                 | Votos | %               | +/-  | Vereadores | +/-     |
| ----------------------- | ----------------------- | ----- | --------------- | ---- | ---------- | ------- |
|                         | Aliança Povo Unido      | 2 411 | 56,33 / 100,00  | 5,56 | 3 / 5      | Estável |
|                         | Partido Socialista      | 1 796 | 41,96 / 100,00  | 4,78 | 2 / 5      | Estável |
| Votos Inválidos         | Votos Inválidos         | 73    | 1,71 / 100,00   | 0,79 |            |         |
| Total                   | Total                   | 4 280 | 100,00 / 100,00 |      | 5 / 5      |         |
| Eleitorado/Participação | Eleitorado/Participação | 4 620 | 92,64 / 100,00  | 4,54 |            |         |

### Campo Maior
| Partido                 | Partido                 | Votos | %               | +/-  | Vereadores | +/-     |
| ----------------------- | ----------------------- | ----- | --------------- | ---- | ---------- | ------- |
|                         | Partido Socialista      | 2 974 | 56,58 / 100,00  | 0,47 | 3 / 5      | Estável |
|                         | Aliança Povo Unido      | 2 006 | 38,17 / 100,00  | 2,62 | 2 / 5      | Estável |
|                         | Aliança Democrática     | 185   | 3,52 / 100,00   | Novo | 0 / 5      | Novo    |
| Votos Inválidos         | Votos Inválidos         | 91    | 1,73 / 100,00   | 0,57 |            |         |
| Total                   | Total                   | 5 256 | 100,00 / 100,00 |      | 5 / 5      |         |
| Eleitorado/Participação | Eleitorado/Participação | 6 222 | 84,47 / 100,00  | 5,44 |            |         |

### Castelo de Vide
| Partido                 | Partido                 | Votos | %               | +/-   | Vereadores | +/-  |
| ----------------------- | ----------------------- | ----- | --------------- | ----- | ---------- | ---- |
|                         | Partido Socialista      | 1 506 | 54,78 / 100,00  | 13,97 | 3 / 5      | 1    |
|                         | Aliança Democrática     | 702   | 25,54 / 100,00  | Novo  | 1 / 5      | Novo |
|                         | Aliança Povo Unido      | 433   | 15,75 / 100,00  | 4,88  | 1 / 5      | 1    |
| Votos Inválidos         | Votos Inválidos         | 108   | 3,93 / 100,00   | 3,58  |            |      |
| Total                   | Total                   | 2 749 | 100,00 / 100,00 |       | 5 / 5      |      |
| Eleitorado/Participação | Eleitorado/Participação | 3 623 | 75,88 / 100,00  | 7,69  |            |      |

### Crato
| Partido                 | Partido                 | Votos | %               | +/-   | Vereadores | +/-  |
| ----------------------- | ----------------------- | ----- | --------------- | ----- | ---------- | ---- |
|                         | Partido Socialista      | 1 322 | 38,69 / 100,00  | 14,54 | 2 / 5      | 1    |
|                         | Aliança Povo Unido      | 1 082 | 31,67 / 100,00  | 8,01  | 2 / 5      | 1    |
|                         | Aliança Democrática     | 894   | 26,16 / 100,00  | Novo  | 1 / 5      | Novo |
| Votos Inválidos         | Votos Inválidos         | 119   | 3,49 / 100,00   | 3,65  |            |      |
| Total                   | Total                   | 3 417 | 100,00 / 100,00 |       | 5 / 5      |      |
| Eleitorado/Participação | Eleitorado/Participação | 4 492 | 76,07 / 100,00  | 8,63  |            |      |

### Elvas
| Partido                 | Partido                    | Votos  | %               | +/-   | Vereadores | +/- |
| ----------------------- | -------------------------- | ------ | --------------- | ----- | ---------- | --- |
|                         | Partido Social Democrata   | 4 040  | 31,80 / 100,00  | 15,55 | 2 / 7      | 1   |
|                         | Aliança Povo Unido         | 3 046  | 23,98 / 100,00  | 6,13  | 2 / 7      | 1   |
|                         | Partido Popular Monárquico | 2 912  | 22,92 / 100,00  | 5,48  | 2 / 7      | 1   |
|                         | Partido Socialista         | 2 358  | 18,56 / 100,00  | 14,23 | 1 / 7      | 2   |
| Votos Inválidos         | Votos Inválidos            | 347    | 2,73 / 100,00   | 2,18  |            |     |
| Total                   | Total                      | 12 703 | 100,00 / 100,00 |       | 7 / 7      |     |
| Eleitorado/Participação | Eleitorado/Participação    | 17 774 | 71,47 / 100,00  | 7,48  |            |     |

### Fronteira
| Partido                 | Partido                 | Votos | %               | +/-   | Vereadores | +/-     |
| ----------------------- | ----------------------- | ----- | --------------- | ----- | ---------- | ------- |
|                         | Partido Socialista      | 1 826 | 62,05 / 100,00  | 14,32 | 3 / 5      | Estável |
|                         | Aliança Povo Unido      | 520   | 17,67 / 100,00  | 4,59  | 1 / 5      | Estável |
|                         | Aliança Democrática     | 480   | 16,31 / 100,00  | Novo  | 1 / 5      | Novo    |
| Votos Inválidos         | Votos Inválidos         | 117   | 3,98 / 100,00   | 1,20  |            |         |
| Total                   | Total                   | 2 943 | 100,00 / 100,00 |       | 5 / 5      |         |
| Eleitorado/Participação | Eleitorado/Participação | 3 486 | 84,42 / 100,00  | 8,63  |            |         |

### Gavião
| Partido                 | Partido                 | Votos | %               | +/-   | Vereadores | +/-     |
| ----------------------- | ----------------------- | ----- | --------------- | ----- | ---------- | ------- |
|                         | Partido Socialista      | 1 619 | 45,01 / 100,00  | 11,22 | 3 / 5      | 1       |
|                         | Aliança Democrática     | 996   | 27,69 / 100,00  | Novo  | 1 / 5      | Novo    |
|                         | Aliança Povo Unido      | 828   | 23,02 / 100,00  | 0,62  | 1 / 5      | Estável |
| Votos Inválidos         | Votos Inválidos         | 154   | 4,28 / 100,00   | 3,77  |            |         |
| Total                   | Total                   | 3 597 | 100,00 / 100,00 |       | 5 / 5      |         |
| Eleitorado/Participação | Eleitorado/Participação | 5 656 | 63,60 / 100,00  | 5,21  |            |         |

### Marvão
| Partido                 | Partido                   | Votos | %               | +/-   | Vereadores | +/-     |
| ----------------------- | ------------------------- | ----- | --------------- | ----- | ---------- | ------- |
|                         | Partido Socialista        | 1 498 | 49,07 / 100,00  | 10,87 | 3 / 5      | 1       |
|                         | Centro Democrático Social | 583   | 19,10 / 100,00  | 3,56  | 1 / 5      | Estável |
|                         | Partido Social Democrata  | 580   | 19,00 / 100,00  | 13,56 | 1 / 5      | 1       |
|                         | Aliança Povo Unido        | 276   | 9,04 / 100,00   | 1,78  | 0 / 5      | Estável |
| Votos Inválidos         | Votos Inválidos           | 116   | 3,80 / 100,00   | 0,90  |            |         |
| Total                   | Total                     | 3 053 | 100,00 / 100,00 |       | 5 / 5      |         |
| Eleitorado/Participação | Eleitorado/Participação   | 4 484 | 68,09 / 100,00  | 1,71  |            |         |

### Monforte
| Partido                 | Partido                 | Votos | %               | +/-   | Vereadores | +/-  |
| ----------------------- | ----------------------- | ----- | --------------- | ----- | ---------- | ---- |
|                         | Partido Socialista      | 1 583 | 57,11 / 100,00  | 18,61 | 3 / 5      | 1    |
|                         | Aliança Democrática     | 659   | 23,77 / 100,00  | Novo  | 1 / 5      | Novo |
|                         | Aliança Povo Unido      | 448   | 16,16 / 100,00  | 14,50 | 1 / 5      | 1    |
| Votos Inválidos         | Votos Inválidos         | 82    | 2,96 / 100,00   | 2,17  |            |      |
| Total                   | Total                   | 2 772 | 100,00 / 100,00 |       | 5 / 5      |      |
| Eleitorado/Participação | Eleitorado/Participação | 3 307 | 83,82 / 100,00  | 11,79 |            |      |

### Nisa
| Partido                 | Partido                  | Votos | %               | +/-   | Vereadores | +/-     |
| ----------------------- | ------------------------ | ----- | --------------- | ----- | ---------- | ------- |
|                         | Partido Socialista       | 2 761 | 40,05 / 100,00  | 13,82 | 2 / 5      | 1       |
|                         | Partido Social Democrata | 2 238 | 32,46 / 100,00  | -     | 2 / 5      | -       |
|                         | Aliança Povo Unido       | 1 529 | 22,18 / 100,00  | 4,03  | 1 / 5      | Estável |
| Votos Inválidos         | Votos Inválidos          | 366   | 5,30 / 100,00   | 4,99  |            |         |
| Total                   | Total                    | 6 894 | 100,00 / 100,00 |       | 5 / 5      |         |
| Eleitorado/Participação | Eleitorado/Participação  | 9 221 | 74,76 / 100,00  | 8,53  |            |         |

### Ponte de Sôr
| Partido                 | Partido                 | Votos  | %               | +/-   | Vereadores | +/-  |
| ----------------------- | ----------------------- | ------ | --------------- | ----- | ---------- | ---- |
|                         | Aliança Povo Unido      | 5 535  | 51,22 / 100,00  | 7,20  | 4 / 7      | 1    |
|                         | Aliança Democrática     | 3 572  | 33,05 / 100,00  | Novo  | 2 / 7      | Novo |
|                         | Partido Socialista      | 1 476  | 13,66 / 100,00  | 20,39 | 1 / 7      | 2    |
| Votos Inválidos         | Votos Inválidos         | 224    | 2,07 / 100,00   | 1,72  |            |      |
| Total                   | Total                   | 10 807 | 100,00 / 100,00 |       | 7 / 7      |      |
| Eleitorado/Participação | Eleitorado/Participação | 14 337 | 75,38 / 100,00  | 9,11  |            |      |

### Portalegre
| Partido                 | Partido                 | Votos  | %               | +/-  | Vereadores | +/-     |
| ----------------------- | ----------------------- | ------ | --------------- | ---- | ---------- | ------- |
|                         | Aliança Democrática     | 6 635  | 41,08 / 100,00  | Novo | 3 / 7      | Novo    |
|                         | Partido Socialista      | 6 311  | 39,07 / 100,00  | 4,71 | 3 / 7      | Estável |
|                         | Aliança Povo Unido      | 2 819  | 17,45 / 100,00  | 3,99 | 1 / 7      | Estável |
| Votos Inválidos         | Votos Inválidos         | 386    | 2,39 / 100,00   | 1,39 |            |         |
| Total                   | Total                   | 16 151 | 100,00 / 100,00 |      | 7 / 7      |         |
| Eleitorado/Participação | Eleitorado/Participação | 20 559 | 78,56 / 100,00  | 8,62 |            |         |

### Sousel
| Partido                 | Partido                  | Votos | %               | +/-   | Vereadores | +/-     |
| ----------------------- | ------------------------ | ----- | --------------- | ----- | ---------- | ------- |
|                         | Partido Social Democrata | 2 346 | 46,94 / 100,00  | 27,05 | 3 / 5      | 2       |
|                         | Aliança Povo Unido       | 2 190 | 43,82 / 100,00  | 4,88  | 2 / 5      | Estável |
|                         | Partido Socialista       | 271   | 5,42 / 100,00   | 31,27 | 0 / 5      | 2       |
| Votos Inválidos         | Votos Inválidos          | 191   | 3,82 / 100,00   | 0,66  |            |         |
| Total                   | Total                    | 4 998 | 100,00 / 100,00 |       | 5 / 5      |         |
| Eleitorado/Participação | Eleitorado/Participação  | 5 667 | 88,19 / 100,00  | 8,32  |            |         |